# Serie A2 1997-1998 (pallavolo maschile)
La Serie A2 maschile FIPAV 1997-98 fu la 21ª edizione della manifestazione organizzata dalla FIPAV.

## Regolamento
Le 16 squadre partecipanti disputarono un girone unico con partite di andata e ritorno. La prima classificata al termine della regular season fu promossa direttamente in Serie A1, mentre i play-off promozione, ai quali presero parte le squadre classificate dal 2º al 5º posto, decretarono il nome della seconda squadra promossa.
Le squadre classificate dal 13º al 16º posto retrocessero in Serie B.

## Avvenimenti
Il campionato ebbe inizio il 28 settembre e si concluse il 19 aprile con la vittoria della Cosmogas Forlì. I play-off promozione si disputarono tra il 23 aprile e il 7 maggio quando, vincendo gara-2 di finale a Grottazzolina, la Sira Cucine Falconara fu promossa in massima serie.

## Le squadre partecipanti
Le squadre partecipanti furono 16. Con il ripescaggio di Napoli, la sola Playa Catania era la squadra proveniente dalla Serie A1, mentre Carilo Loreto, Everap Trebaseleghe, Gallo Prefabbricati Gioia del Colle e Itas BTB Mezzolombardo erano le neopromosse dalla B. Matera rinunciò al diritto a partecipare cedendolo alla Caffè Ninfole Taranto; completò l'organico il ripescaggio della Via Montenapoleone Cutrofiano.
| Squadra                             | Stagioni in Serie A2 | Allenatore            | Campo di gioco                         |
| ----------------------------------- | -------------------- | --------------------- | -------------------------------------- |
| Caffè Motta Salerno                 | 9                    | Giampiero Panzini     | PalaTulimeri di Salerno                |
| Caffè Ninfole Taranto               | 1                    | Vincenzo Di Pinto     | PalaFiom di Taranto                    |
| Carifano Fox Petroli Fano           | 7                    | Carlos Daniel Cardona | PalaAllende di Fano, PU                |
| Carilo Loreto                       | 2                    | Valter Matassoli      | PalaSerenelli di Loreto, AN            |
| Cariparma Parma                     | 2                    | Pietro Scarduzio      | PalaRaschi di Parma                    |
| DHL Playa Catania                   | 4                    | Javier Kantor         | PalaCatania di Catania                 |
| Everap Trebaseleghe                 | 1                    | Luis Stocco           | Palasport di Trebaseleghe, PD          |
| Formaggi Sardi Azira Sant'Antioco   | 7                    | Angelo Mocci          | PalaRockefeller di Cagliari            |
| Gallo Prefabbricati Gioia del Colle | 5                    | Roberto Santilli      | Palasport di Gioia del Colle, BA       |
| Italkero Modena                     | 2                    | Alberto Di Mattia     | PalaMarconi di Modena                  |
| Itas BTB Mezzolombardo              | 1                    | Bruno Bagnoli         | Centro Sportivo Trento Nord di Trento  |
| Porto Livorno                       | 11                   | Antonio Giacobbe      | PalaMacchia di Livorno                 |
| Sira Cucine Falconara               | 8                    | Alessandro Lazzeroni  | PalaRossini di Ancona                  |
| Via Montenapoleone Cutrofiano       | 2                    | Antonio Babini        | Palasport di Cutrofiano, LE            |
| Videx Grottazzolina                 | 2                    | Gabriele Cottarelli   | PalaGrottazzolina di Grottazzolina, AP |
| Wuber Schio                         | 5                    | Won Ki Park           | PalaCampagnola di Schio, VI            |

## Classifica
| Pos. | Squadra                             | Pt | G  | V  | P  | SV | SP |
| ---- | ----------------------------------- | -- | -- | -- | -- | -- | -- |
| 1.   | Carifano Fox Petroli Fano           | 48 | 30 | 24 | 6  | 77 | 39 |
| 2.   | Sira Cucine Falconara               | 42 | 30 | 21 | 9  | 70 | 50 |
| 3.   | Cariparma Parma                     | 40 | 30 | 20 | 10 | 72 | 44 |
| 4.   | Videx Grottazzolina                 | 36 | 30 | 18 | 12 | 61 | 48 |
| 5.   | Porto Livorno                       | 34 | 30 | 17 | 13 | 69 | 53 |
| 6.   | Caffè Ninfole Taranto               | 34 | 30 | 17 | 13 | 66 | 52 |
| 7.   | Italkero Modena                     | 34 | 30 | 17 | 13 | 64 | 57 |
| 8.   | Carilo Loreto                       | 32 | 30 | 16 | 14 | 63 | 55 |
| 9.   | Itas BTB Mezzolombardo              | 30 | 30 | 15 | 15 | 63 | 57 |
| 10.  | Caffè Motta Salerno                 | 28 | 30 | 14 | 16 | 56 | 60 |
| 11.  | Gallo Prefabbricati Gioia del Colle | 28 | 30 | 14 | 16 | 53 | 62 |
| 12.  | DHL Playa Catania                   | 24 | 30 | 12 | 18 | 50 | 67 |
| 13.  | Wuber Schio                         | 22 | 30 | 11 | 19 | 50 | 68 |
| 14.  | Everap Trebaseleghe                 | 22 | 30 | 11 | 19 | 46 | 72 |
| 15.  | Via Montenapoleone Cutrofiano       | 16 | 30 | 8  | 22 | 47 | 71 |
| 16.  | Formaggi Sardi Azira Sant'Antioco   | 10 | 30 | 5  | 25 | 28 | 80 |

| Promossa in Serie A1 | Promossa dopo i play-off promozione | Retrocesse in Serie B1 |

## Risultati

### Tabellone
|                 | Catania | Cutrofiano | Falconara | Fano | Gioia del Colle | Grottazzolina | Livorno | Loreto | Mezzolombardo | Modena | Parma | Salerno | Sant'Antioco | Schio | Taranto | Trebaseleghe |
| --------------- | ------- | ---------- | --------- | ---- | --------------- | ------------- | ------- | ------ | ------------- | ------ | ----- | ------- | ------------ | ----- | ------- | ------------ |
| Catania         | XXX     | 3-2        | 3-0       | 1-3  | 3-0             | 0-3           | 3-2     | 2-3    | 2-3           | 3-1    | 0-3   | 3-2     | 2-3          | 3-0   | 3-1     | 3-2          |
| Cutrofiano      | 3-0     | XXX        | 0-3       | 2-3  | 1-3             | 3-0           | 0-3     | 3-1    | 3-0           | 2-3    | 1-3   | 3-1     | 3-1          | 0-3   | 3-1     | 2-3          |
| Falconara       | 3-1     | 1-3        | XXX       | 0-3  | 3-1             | 3-2           | 3-2     | 3-0    | 3-2           | 3-1    | 3-0   | 1-3     | 3-0          | 3-0   | 2-3     | 3-0          |
| Fano            | 3-0     | 3-2        | 3-1       | XXX  | 3-0             | 2-3           | 3-2     | 1-3    | 3-1           | 3-0    | 3-2   | 3-0     | 3-1          | 3-0   | 3-2     | 3-1          |
| Gioia del Colle | 3-1     | 3-1        | 1-3       | 2-3  | XXX             | 3-1           | 3-2     | 3-1    | 3-2           | 2-3    | 3-2   | 0-3     | 3-0          | 3-0   | 1-3     | 3-0          |
| Grottazzolina   | 3-1     | 3-1        | 3-0       | 2-3  | 3-0             | XXX           | 3-1     | 3-1    | 3-1           | 3-0    | 3-2   | 3-2     | 3-0          | 1-3   | 3-0     | 3-1          |
| Livorno         | 3-0     | 3-1        | 3-1       | 2-3  | 3-1             | 3-0           | XXX     | 3-0    | 1-3           | 1-3    | 3-1   | 3-0     | 3-0          | 3-2   | 1-3     | 3-1          |
| Loreto          | 3-0     | 3-1        | 0-3       | 3-0  | 2-3             | 0-3           | 2-3     | XXX    | 3-2           | 3-1    | 3-1   | 2-3     | 1-3          | 3-0   | 2-3     | 3-1          |
| Mezzolombardo   | 2-3     | 3-1        | 2-3       | 0-3  | 3-1             | 0-3           | 3-0     | 0-3    | XXX           | 3-1    | 0-3   | 3-0     | 3-0          | 3-1   | 3-0     | 3-0          |
| Modena          | 3-1     | 3-2        | 2-3       | 0-3  | 3-1             | 3-1           | 3-1     | 3-1    | 3-2           | XXX    | 0-3   | 3-1     | 3-1          | 3-1   | 3-1     | 3-0          |
| Parma           | 3-1     | 3-0        | 3-1       | 3-0  | 3-0             | 3-0           | 3-2     | 0-3    | 2-3           | 3-2    | XXX   | 3-0     | 3-0          | 3-0   | 3-2     | 3-0          |
| Salerno         | 3-1     | 1-3        | 1-3       | 3-0  | 0-3             | 3-0           | 0-3     | 3-2    | 2-3           | 3-2    | 2-3   | XXX     | 3-0          | 1-3   | 3-1     | 3-1          |
| Sant'Antioco    | 1-3     | 3-0        | 2-3       | 0-3  | 3-1             | 0-3           | 2-3     | 0-3    | 0-3           | 0-3    | 1-3   | 0-3     | XXX          | 2-3   | 0-3     | 3-1          |
| Schio           | 3-1     | 3-1        | 2-3       | 0-3  | 1-3             | 3-0           | 3-1     | 2-3    | 3-2           | 0-3    | 2-3   | 2-3     | 3-1          | XXX   | 2-3     | 3-1          |
| Taranto         | 3-0     | 3-1        | 2-3       | 0-3  | 3-0             | 3-0           | 2-3     | 1-3    | 1-3           | 3-2    | 3-0   | 3-1     | 3-1          | 3-0   | XXX     | 3-0          |
| Trebaseleghe    | 0-3     | 3-2        | 2-3       | 3-2  | 3-0             | 3-0           | 1-3     | 1-3    | 3-2           | 3-1    | 3-2   | 0-3     | 3-0          | 3-2   | 3-2     | XXX          |

## Play-off Promozione
|  | Semifinali | Semifinali    | Semifinali    | Semifinali | Semifinali |  |  | Finale | Finale        | Finale        | Finale | Finale |  |
|  |            |               |               |            |            |  |  |        |               |               |        |        |  |
|  | 2          | Falconara     | 3             | 1          | 3          |  |  |        |               |               |        |        |  |
|  | 5          | Livorno       | 0             | 3          | 2          |  |  | 2      | Falconara     | Falconara     | 3      | 3      |  |
|  | 3          | Parma         | Parma         | 2          | 0          |  |  | 4      | Grottazzolina | Grottazzolina | 0      | 1      |  |
|  | 4          | Grottazzolina | Grottazzolina | 3          | 3          |  |  |        |               |               |        |        |  |